# Silimon-Várday Zoltán
Silimon-Várday Zoltán (Nagykároly, 1940. március 1. – Nagykároly, 2001. augusztus 30.) erdélyi magyar pedagógus, újságíró, szerkesztő, az újra indított Nagykároly és Vidéke című hetilapot szerkesztette 1994-től haláláig.

## Kutatási területe
Programozott földrajzoktatás, -tanulás.

## Életútja
Római katolikus iparos családban született, atyja Silimon-várady Zoltán asztalos mester volt, édesanyja Silimon-Várady Margit a családi háztartást vezette. Elemi és középiskolai tanulmányait Nagykárolyban végezte. A kolozsvári Babeș–Bolyai Tudományegyetem földrajz-biológia szakán szerzett középiskolai tanári diplomát.
1960 és 1990 közt a gencsi általános iskolában tanított mint szaktanár, I. fokozatú tanár (1979). 1990–1994 között a nagykárolyi elméleti líceumban oktatott. Az RMDSZ által kiadott Nagykároly és Vidéke hetilapnál 1994-től szerkesztő, 1998-tól főszerkesztőként működött. Részt vett a hetilap által megjelentetett évkönyvek és az Átmentett igék című nagykárolyi szépirodalmi antológia szerkesztésében.
Különböző újságokban, szakfolyóiratokban mintegy ötszáz tanulmányt és újságcikket közölt. A Nicolae Ceaușescu-diktatúra idején, 1988-ban név nélkül híreket juttatott el az Erdélyi Magyar Hírügynökséghez.
Az 1989-es romániai forradalom után a nagykárolyi RMDSZ tagjaként tevékenykedett. 1993-ban  választmányi tag lett, 1994 után alelnök, 2000-től városi tanácsos.
2001. augusztus 30-án váratlanul hunyt el szívroham következtében.

## Családja
Tanárnőt vett feleségül, három gyermeket neveltek fel.

## Társasági tagság (válogatás)
- Magyarok Világszövetsége
- Kaffka Margit Művelődési Társaság
- Erdélyi Múzeum-Egyesület (EME)
- Nagykárolyi Bíró Lajos Ökológiai Társaság